# Pamětní zápis
Pamětní zápis (též akt, plurál akty) je označení pro skupinu historických pramenů vznikajících v 8. – 13. století (v Evropě, v Čechách asi až od 10. století). Vznik pamětních zápisů je podmíně odlišným přístupem k psané kultuře mezi církevními institucemi a světským prostředím. Pamětní zápisy psaly zejména církevní instituce, aby zachovaly „paměť“ o darech světských donátorů (přičemž to se dělo jak  pragmatických důvodů, tedy kvůli evidenci majetku, tak se uvádí i možnost iracionální, kvůli mystice psaného slova vůbec). Jedna instituce mohla zapisovat pamětní zápisy průběžně, tak např. v bavorském prostředí jsou doloženy i tzv. tradiční knihy, kam se akty opisovaly (případně zapisovaly). Význam aktů klesal od druhé poloviny 12. století, kdy se začaly objevovat stabilně listiny, a ve 13. století zmizely úplně.
Akty se mohly dochovat buď v původní formě (to je v Čechách poměrně vzácné, velmi cenným příkladem je tzv. zakládací listina litoměřické kapituly), druhotně jako inzerty v panovnických listinách, opisy v listinných falzech, případně jako opisy v jiných vyprávěcích pramenech.
V diplomatice probíhala (probíhá) diskuse, kam pamětní zápisy řadit. Na jedné straně straně se nejedná o úřední písemnosti, zároveň tyto zápisy diplomatici zpravidla zkoumají (jakožto víceméně přímé „předchůdce“ listin, Joachim Wild – obhájce zařazení zápisů do diplomatického materiálu – zápisy definoval jako „erzählende Berichte über ein Rechtsgeschäft“).